# Christopher Steele
Pour les articles homonymes, voir Steele.
Christopher David Steele est un ancien agent du renseignement britannique né le 24 juin 1964 à Aden. Personnalité du Secret Intelligence Service, il a étudié les sciences politiques et sociales au Girton College de l'Université de Cambridge (1982/86). Il est connu pour avoir le premier signalé une ingérence russe dans l'élection présidentielle américaine de 2016, ingérence dont Donald Trump aurait été complice. Ces accusations ont provoqué l'affaire du Russiagate.

## Affaire Litvinenko
Steele participa à l'enquête sur l'empoisonnement d'Alexander Litvinenko en 2006. C'est lui qui considéra très tôt que la mort de Litvinenko était un « coup russe ». Il était le chef de la section Russie du MI6.

## Russiagate
Fin octobre 2017, The Washington Post avance qu'une partie de l'argent de la campagne d'Hillary Clinton et le Comité national démocrate ont aidé à financer les recherches qui ont abouti au dossier contenant des allégations concernant les relations du président Trump avec la Russie et une possible coordination entre sa campagne et le Kremlin. Fusion GPS, l'entreprise choisie pour ces recherches, a embauché l'auteur du dossier Christopher Steele, ancien officier de renseignement britannique ayant des liens avec le FBI et la communauté du renseignement américain. Ces recherches ont été financées par l'argent de la campagne d'Hillary Clinton et le Comité national démocrate jusqu'à la fin d'octobre 2016, soit quelques jours avant le jour du scrutin.
En décembre 2018, Christopher Steele confirme lors d'un procès avoir été embauché par Fusion GPS, une entreprise de recherche recrutée par Perkins Coie, le cabinet d'avocats de la campagne d'Hillary Clinton, pour obtenir des informations sur les relations commerciales de Trump à l’étranger. En se basant en partie sur les informations de ce dossier, le tribunal avait accordé une demande du FBI de surveillance d’un ancien associé de la campagne Trump en octobre 2016.
En mars 2019, l'enquête officielle sur le Russiagate conclut qu'il n'existe pas de preuve d'une entente entre l'équipe de Donald Trump et la Russie lors de la campagne pour l’élection présidentielle de 2016,,.
En novembre 2021, son informateur russe Igor Danchenko est inculpé par le département américain de la Justice de cinq chefs d'accusation notamment pour faux témoignage,,. Il a été acquitté de toutes les charges en octobre 2022,.
Un consultant de sécurité (« security consultant ») employé par Christopher Steele aurait été proche de Sergueï Skripal,, ancien colonel russe qui s'installa à Salisbury après avoir été condamné en Russie pour espionnage au profit du Royaume-Uni et qui, selon les autorités britanniques, fut empoisonné le 4 mars 2018 sur le sol britannique par ordre des autorités russes.

## Invasion de l'Ukraine
Christopher Steele qualifie les forces russes engagées dans l'Invasion de l'Ukraine par la Russie en 2022 d'« armée hétéroclite d'ivrognes et de voleurs indisciplinés ».